# Mark Plotkin
Mark J. Plotkin (21 maggio 1955) è un etnologo e botanico statunitense e un esploratore di piante nei Neotropici, dove è un esperto di ecosistemi della foresta pluviale.
Plotkin è un sostenitore della conservazione della foresta pluviale tropicale e ospite del podcast Plants of the Gods: Allucinogens, Healing, Culture and Conservation.

## Biografia
Dopo aver frequentato la Isidore Newman School di New Orleans, lavorò al Museo di zoologia comparata dell'Università di Harvard quando entrò a far parte di una spedizione alla ricerca di una specie di coccodrillo sfuggente, nel 1978, e fu incoraggiato a continuare gli studi. Conseguì la laurea in biologia presso la Harvard Extension School dell'Università di Harvard, fece un master in botanica tropicale presso la Yale University e un dottorato di ricerca alla Tufts University un biologia, durante il quale completò un manuale per il popolo Tiriyó del Suriname che descriveva in dettaglio le piante medicinali endemiche, l'unico altro libro stampato in lingua Tiriyó era allora la Bibbia. Continuò a fare ricerca ad Harvard sotto Richard Evans Schultes. È l'autore del libro Tales of a Shaman's Apprentice e di altri libri acclamati dalla critica come Medicine Quest, The Killers Within: the Deadly Rise of Drug-Resistant Bacteria (con Michael Shnayerson) e The Shaman's Apprentice (un libro per bambini con Lynne Cherry).
Nel 1995, Plotkin e l'eminente ambientalista costaricana Liliana Madrigal hanno formato l'Amazzonia Conservation Team  per proteggere la foresta pluviale amazzonica in collaborazione con le popolazioni indigene locali. L'ACT ha finora lavorato con 50 tribù in tutta l'Amazzonia. Plotkin continua a lavorare con i Tirio del Suriname, e anche in Brasile. È apparso nel film IMAX del 1997 Amazon, scritto dal fotoreporter Loren McIntyre.
Plotkin ha ricevuto la medaglia d'oro per la conservazione dello zoo di San Diego (1993) e il premio Roy Chapman Andrews Distinguished Explorer (2004). Time lo ha definito un "Eroe ambientale per il pianeta" (2001) e Smithsonian lo ha salutato come uno dei "35 che hanno fatto la differenza" (2005), insieme ad altri notabili come Bill Gates, Steven Spielberg e il collega di New Orleans Wynton Marsalis.
Nel marzo 2008, Plotkin e Madrigal sono stati scelti come " Imprenditori sociali dell'anno" dalla Fondazione Skoll.
Nel maggio 2010, Mark Plotkin ha ricevuto la laurea honoris causa di Doctor of Humane Letters dal Lewis and Clark College di Portland, Oregon. La citazione della laurea recitava in parte: "Per averci insegnato che la perdita della conoscenza e delle specie ovunque ci impoverisce; per aver unito la visione umanitaria al rigore accademico e alla sensibilità morale, e per averci ricordato sempre, con chiarezza, passione e umorismo, che quando studiamo persone e piante, stiamo simultaneamente esplorando percorsi verso la filosofia, la musica, l'arte, la danza, la riverenza e la guarigione. Lewis e Clark sono onorati di conferire a voi oggi il Dottorato in Lettere Umane, honoris causa ." Nell'ottobre dello stesso anno, la grande primatologa Jane Goodall ha consegnato a Mark un premio per "International Conservation Leadership".
Nel 2011 ha ricevuto il Yale School of Forestry Distinguished Alumni Award. Nel 2019, la Harvard University Extension School gli ha conferito lo Shinagel Award for Public Service “in riconoscimento del suo impegno di una vita per la protezione della foresta pluviale amazzonica e delle comunità tribali al suo interno".

## Opere
I libri scritti da Mark J. Plotkin includono:
Tales of a Shaman's Apprentice: un resoconto del lavoro dell'autore nella foresta pluviale amazzonica che traccia la conoscenza degli sciamani sui poteri curativi delle piante. Il libro descrive in dettaglio il valore potenziale di queste piante e l'incredibile saggezza dei guaritori indigeni su come utilizzare al meglio queste specie. Il libro è servito come base per il pluripremiato documentario The Shaman's Apprentice, diretto da Miranda Smith.
Plotkin è stato intervistato nel 1998 dalla rivista South American Explorer, subito dopo l'uscita di Tales of a Shaman's Apprentice e del film IMAX Amazon :
Nessun sistema medico ha tutte le risposte: nessuno sciamano con cui ho lavorato ha l'equivalente di un vaccino contro la poliomielite e nessun dermatologo da cui sono stato potrebbe curare un'infezione fungina in modo efficace (ed economico) come alcuni dei miei mentori amazzonici. Non dovrebbe essere il dottore contro lo stregone. Dovrebbero essere gli aspetti migliori di tutti i sistemi medici (ayurvedici, erboristici, omeopatici e così via) combinati in un modo che renda l' assistenza sanitaria più efficace e più accessibile a tutti.
Medicine Quest: Plotkin continua ad affrontare argomenti discussi nel lavoro precedente, esplorando le ricerche di nuove medicine dalla natura in tutto il mondo. Il nuovo libro, scrive Plotkin, "è una ricerca alimentata dalla disperazione dei malati e dalla compassione di coloro che li debbono curare".
Plotkin mette in evidenza il matrimonio ironico di prodotti naturali, saggezza indigena e biotecnologia. Descrive in dettaglio le scoperte che già forniscono indizi in laboratorio: antidolorifici dalla pelle delle rane della foresta pluviale, anticoagulanti dalla saliva delle sanguisughe e agenti antitumorali dal veleno di serpente. Medicine Quest fornisce anche informazioni sulla secolare ricerca di cure, che vanno dalle spedizioni degli antichi egizi alla ricerca di piante curative, allo sviluppo dell'Aspirina dalla corteccia di salice nel XIX secolo e all'estrazione della penicillina dai funghi.
The Amazon: What Everyone Needs to Know: copre l'intero lungofiume amazzonico: il passato, il presente e il futuro di un vasto ecosistema che sostiene la terra, esplora la varietà della vita che si trova in Amazzonia, dai suoi minuscoli insetti al suo enorme sistema di chiome vitale alla comprensione dell'impatto umano sulla più grande foresta pluviale del mondo e sugli attuali sforzi di conservazione. Include informazioni su tutti e nove i paesi dell'Amazzonia e sulle tribù indigene.